# Memoriał Braci Znamieńskich 2011
Memoriał Braci Znamieńskich 2011 – mityng lekkoatletyczny, który odbył się 3 lipca w rosyjskim mieście Żukowski. Zawody należą do cyklu World Challenge Meetings rozgrywanego pod egidą IAAF.
Nietypowy przebieg miała rywalizacja w rzucie młotem – w sobotę 2 lipca wszyscy zawodnicy zgłoszeni do imprezy (13 panów i 9 pań) oddali trzy rzuty, najlepsza czwórka mężczyzn i kobiet wystartowała w niedzielnym finale, w którym mieli do dyspozycji cztery próby.

## Rezultaty

### Mężczyźni
| Konkurencja:                  | 1. miejsce        | Rezultat | 2. miejsce               | Rezultat | 3. miejsce             | Rezultat |
| Bieg na 100 m                 | Michael Frater    | 10,11    | Ramil Guliyev            | 10,18    | Kim Collins            | 10,22    |
| Bieg na 800 m                 | Jurij Borzakowski | 1:43,99  | Boaz Kiplagat Lalang     | 1:44,20  | Iwan Tuchtaczew        | 1:45,47  |
| Bieg na 3000 m z przeszkodami | Roba Gari         | 8:12,74  | Elijah Chelimo Kipterege | 8:16,29  | Patrick Kipyegon Terer | 8:21,11  |
| Skok wzwyż                    | Andriej Silnow    | 2,32     | Aleksandr Szustow        | 2,29     | Jurij Krymarenko       | 2,20     |
| Trójskok                      | Rusłan Samitow    | 16,90    | Arnie David Giralt       | 16,72    | Siergiej Laptiew       | 16,63    |
| Rzut młotem                   | Krisztián Pars    | 79,70    | Kiriłł Ikonnikow         | 78,63    | Siergiej Litwinow      | 78,15    |
| Rzut oszczepem                | Siergiej Makarow  | 86,14    | Igor Janik               | 82,81    | Fatih Avan             | 82,77    |

### Kobiety
| Konkurencja:               | 1. miejsce            | Rezultat | 2. miejsce                | Rezultat | 3. miejsce           | Rezultat |
| Bieg na 200 m              | Tiffany Townsend      | 22,84    | ChaRonda Williams         | 22,89    | Marija Riemień       | 22,89    |
| Bieg na 400 m              | Antonina Jefremowa    | 51,07    | Antonina Kriwoszapka      | 51,43    | Olga Towarnowa       | 52,90    |
| Bieg na 1500 m             | Jekatierina Martynowa | 4:10,76  | Jelena Arżakowa           | 4:10,88  | Hellen Obiri         | 4:10,90  |
| Bieg na 10000 m            | Sule Utura            | 32:06,89 | Wude Ayalew               | 32:07,26 | Jelena Nagowicyna    | 32:08,00 |
| Bieg na 100 m przez płotki | Queen Harrison        | 12,88    | Kristi Castlin            | 12,97    | Anastasija Sołowiewa | 13,36    |
| Skok w dal                 | Ludmiła Kołczanowa    | 6,84     | Wiktorija Rybałko         | 6,78     | Nastassia Mironczyk  | 6,75     |
| Pchnięcie kulą             | Nadzieja Astapczuk    | 20,94    | Jillian Camarena-Williams | 19,15    | Jewgienija Kołodko   | 18,67    |
| Rzut młotem                | Betty Heidler         | 75,54    | Yipsi Moreno              | 73,26    | Tatjana Łysienko     | 71,75    |